# Кармамудра
Кармамудра (санскр. «печатка дії», помилково[на чию думку?]: кама мудра або «печатка бажання», тиб. Las-kyi phyag-rgya) — це буддистська техніка Ваджраяни, що об'єднує фізичного або візуалізовано консорта (дружину чи чоловіка). Коли консорт (супровід) є візуалізованим, вони відомі як джняна мудра.
Також, Ченагатсанг Ніда наголошує, що Крамамудра та Камасутра це спільнокореневі але принципово різні напрямки.

## Історія
Тантра стала відомою під час періоду імперії Пала в середньовічній Індії. Тантричний буддизм дав альтернативу монастирським усамітненим технікам для досягнення просвітлення, завдяки чому його можна було досягти через близькість з іншою людиною. За словами Міранди Шеу, підвищена соціальна включеність Тантри дозволила голосам жінок пролунати через їх роль як кармамудри. Шеу (Shaw) розповідає про 16 відомих випадків, коли жінки викладають чоловікам, що практикують, шляхом таємних усних наставлянь, і зазначає, що декілька із 7 тантричних текстів, прийнятих тибетцями у VIII столітті, як основні тантричні твори, були написані жінками.

## Мета практики кармамудри
Тантра використовує Умілі засоби, щоб перетворити те, що могло прив'язати практикуючого до сансари, у духовно-визвольну практику. Джудіт Сіммер-Браун пояснює, як можна використовувати кармамудру для вивчення природи пристрасті:
Традиційно є три способи усвідомити природу пристрасті в йогічній традиції Тантри. Спочатку під час практики  фази творення (див. Тибетська Тантрична Практика) можна уявити їдамі як яб-юм у статевому союзі… По-друге, ви можете практикувати туммо (caṇḍalī) або генерувати внутрішнє тепло за допомогою тонких тілесних практик життєвого дихання, що рухається в центральний канал. По-третє, можна практикувати так звану сексуальну йогу (кармамудра, лекі чагія) із консортом (супровідником). Усвідомлення справжньої природи пристрасті у всіх цих формах перетворює звичайну пристрасть в основу переживання великого блаженства (маха сукха), що значно прискорює усунення емоційних та психічних затінень у своїй практиці.
Ранні майстри Шести йог Наропи робили великий акцент на практиці кармамудри, дехто надавав їй окремий статус однієї з шести йог, тоді як інші розглядали її як аспект йоги внутрішнього тепла. Ця садхана є частиною системи Ламдре школи Сакья, тантра Калачакра, центральна для школи Гелуг та Ануйога, як це практикує школа Ньїнґма. 

## Необхідність фізичної кармамудри
На думку більшості тибетських буддистських вчителів, кармамудра необхідна для досягнення просвітлення в цьому житті. Наприклад, сучасні вчителі Гелугу, такі як Тубтен Єше, висловилися на підтримку цієї точки зору. Проте, деякі лами не погоджуються. Наприклад, нинішній Далай-лама посилається на коментар до скороченої тантра Калачакра Кайдруба Норзанг-ґятцо, який говорить, що фахівці з особливо хорошими здібностями можуть досягти тих самих цілей лише з партнером джнанамудри. Він робить висновок: «Таким чином, абсолютно не обов'язковим є покладатися на фізичного партнера по кармамудрі».

## Кваліфікація з фізичної практики
У "нових'' школах тибетського буддизму той хто практикує три нижні класи тантри обмежений візуалізацією консорта джнанамудри. Посвячення в одну з ануттарайогських тантр дозволяє сексуальну практику  кармамудри.
Усі традиції Ваджраяни сходяться на думці, що кваліфіковані миряни, включаючи колишніх ченців, які відмовились від обітниць, можуть використовувати фізичних консортів, як це робили засновники Ваджраяни. Наприклад, Атіша писав, що "Ті [посвячення], на які може покластись господар, включають усе, що навчається в тантрах". Існують різні позиції щодо того, чи можуть нинішні ченці брати участь у цій практиці. Буддистський вчений Трипітакамала переживав, що  загальна мета буддизму перекриває занепокоєння щодо монаших обітниць.
Це не можна практикувати без основи йоги внутрішнього тепла (туммо), продовженням якої є кармамудра. 

## Суперечка
Джудіт Сіммер-Браун зазначає, що в Тибеті існувала сильна традиція серед йогів(Йогін-Yogi) поза монастирськими спільнотами практикувати кармамудру. Вона стверджує, що це були здебільшого не-холостяки практики, серед них тертони, Нгагпа та спадкові лами в межах Ньїнґма і Каг'ю шкіл. Однак, зазначає вона, їхній спосіб життя іноді скандалізував монастирські громади, особливо ті, що належали до гелугів, які цінували сувору чернечу дисципліну.
Вчитель віпасани Джек Корнфілд цитує одного неназваного буддійського вчителя-жінку, вона говорить про «стару» «реалізацію» лами який обирає 13- в 14- річну черницю стати його сексуальним консортом кожного року. Після розмови з «низкою західних жінок, які спали зі своїми ламами», той самий неназваний робить висновок, що практика принесла користь лише ламам.
Академік[джерело?], феміністка і колишня черниця Каг'ю Джун Кемпбелл говорить про жінок, що діяли як кармамудра у таємних сексуальних стосунках з ламами, в тому числі вона особисто стверджує, що коли її було двадцять років, вона була з втіленням Калу Рінпоче (який помер в 1989 році). В інтерв'ю Tricycle: The Buddhist Review вона заявляє, що на той момент вона не відчувала себе експлуатованою, але замислюючись над цим впродовж багатьох років, вона побачила, що попит на таємницю в поєднанні з дисбалансом сил схожий на методи, які використовує кривдник дитини.